# Virginia Dare
Virginia Dare (Roanoke, 18 augustus 1587 - overlijdensdatum onbekend), staat bekend als het eerste Engelse kind dat werd geboren in de Nieuwe Wereld.

## Levensloop
Virginia Dare's ouders waren Eleanor en Ananias Dare. Virginia Dare was de kleindochter van John White. White maakte deel uit van de expeditie van Sir Walter Raleighs, die in het jaar 1585 op Roanoke Island (in het oosten van het huidige North Carolina) de eerste Engelse kolonie stichtte op Amerikaanse grond.
Nadat John White in 1590 terugkeerde uit Engeland, vond hij geen spoor meer van de kolonisten. Daarmee was men ook het spoor van Virginia Dare bijster. 

## Nasleep
De kolonie waar de kolonisten voor het laatst werden gezien is bekend geworden als de "Lost Colony".
Onder andere Dare County, in North Carolina, is later naar Virginia Dare vernoemd.